# Acoz
Acoz is een dorp in de Belgische provincie Henegouwen en een deelgemeente van Gerpinnes. Het dorp heeft een oppervlakte van 6,92 km².
Acoz ligt op 10 kilometer ten zuidoosten van Charleroi en is sinds de jaren 1960 geëvolueerd tot een woondorp dat in de invloedssfeer ligt van de stad. In het westen ligt nog het gehucht Lausprelle.

## Geschiedenis

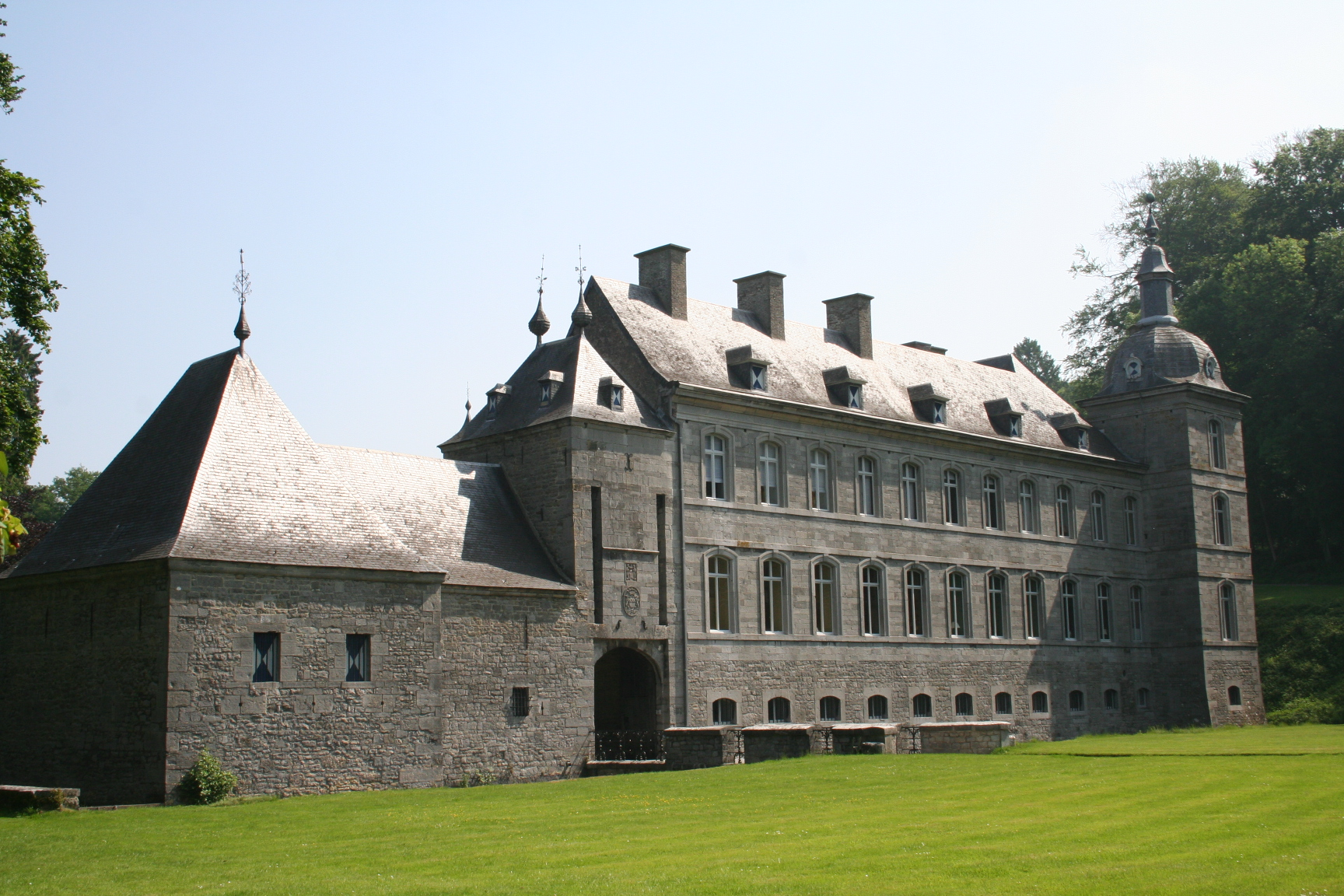
Acoz, het kasteel (16e/17e eeuw)

Het dorp behoorde tot het graafschap Namen en behoorde sinds 1543 toe aan de familie de Marotte. In 1759 stierf Jean-Michel de Marotte zonder nakomelingen waardoor de heerlijkheid overging op zijn nicht Catherine d'Udekem. De familie zou later de naam d'Udekem d'Acoz aannemen. Acoz bleef eigendom van de familie tot aan de vorming van de gemeenten in 1795.
Kerkelijk behoorde Acoz tot de parochie Gerpinnes. In 1803 werd Acoz samen met Lausprelle een zelfstandige parochie. In het begin van de 20e eeuw werd ook Lausprelle een zelfstandige parochie.
Het dorp had zwaar te lijden tijdens de Eerste Wereldoorlog. Tijdens gevechten langs de Samber op 21 augustus 1914 werd het dorp in brand gestoken en werden verscheidene personen, waaronder de pastoor, gefusilleerd.

## Industrie
Reeds in de 14e eeuw was er een smederij te Acoz. Tot in de 18e eeuw bleven er enkele smederijen actief in het dorp. In 1838 bouwde de familie de Dordolot te Acoz een industrieel complex dat bestond uit een hoogoven, 30 cokesovens en een walserij. De industrie bloeide tot na de Eerste Wereldoorlog waarna het verval begon. In de jaren 1950 ten slotte trok de staalindustrie volledig weg uit Acoz.
In de 19e eeuw en de eerste helft van de 20e eeuw waren er ook verscheidene groeven waar onder andere rode zandsteen gedolven werd.

## Cultuur en folklore

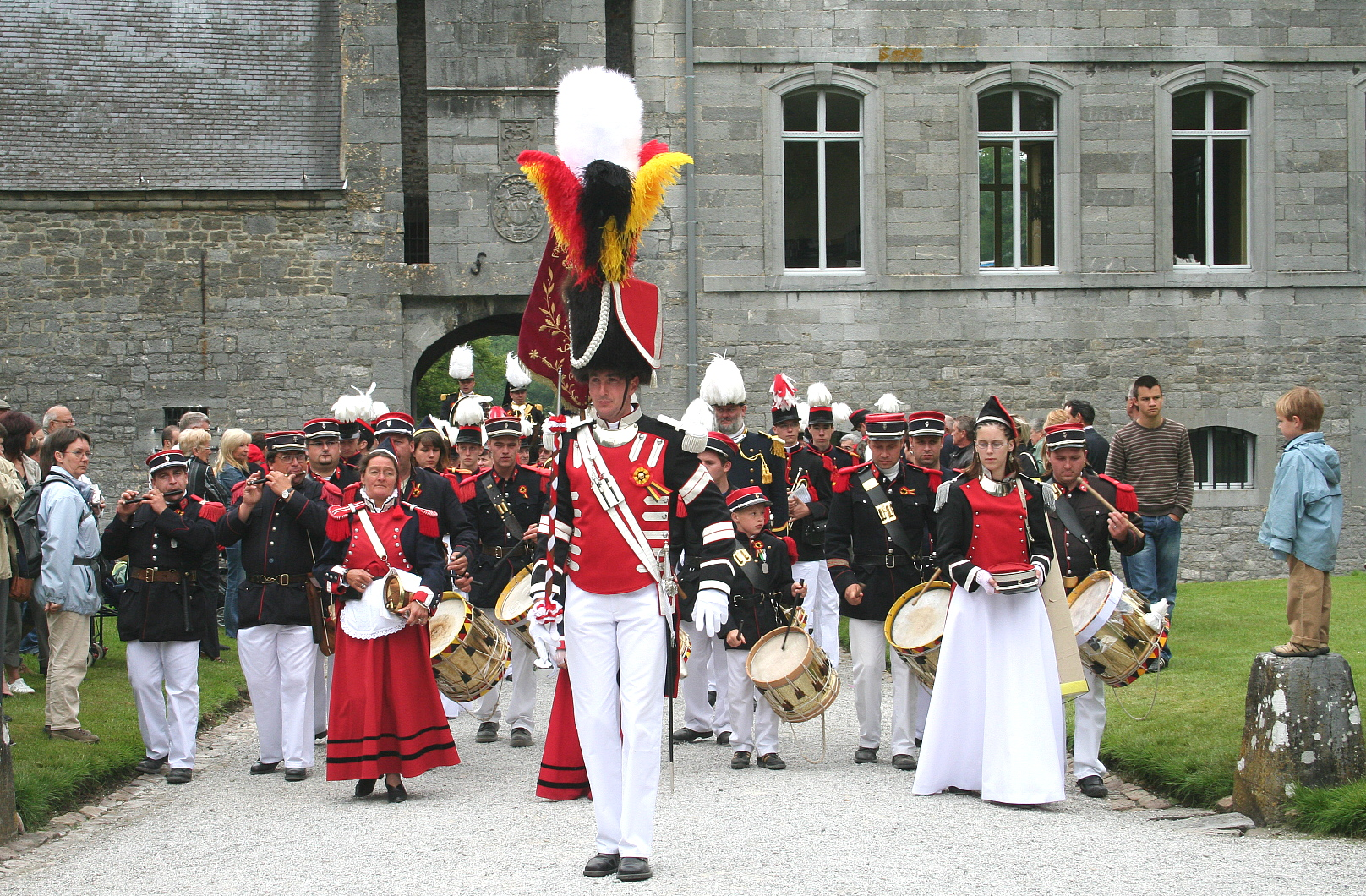
Compagnie van Acoz tijdens de Marche Sainte-Rolende op het kasteel van Acoz.

In Acoz vindt op de zondag na 15 augustus de Marche Saint-Roch et Saint-Frégo plaats. Dit is een van de vijftien folkloristische stoeten van de Marches de l'Entre-Sambre-et-Meuse die in 2012 door UNESCO opgenomen zijn als werelderfgoed op de Representatieve lijst van het immaterieel cultureel erfgoed van de mensheid.

## Demografische evolutie
Opm:1831 t/m 1970=volkstellingen; 1976=inwonersaantal op 31 december

## Bekende bewoner
- Octave Pirmez (1832-1883), "de kluizenaar van Acoz", die tot aan zijn dood het kasteel van Acoz bewoonde.

## Bezienswaardigheden
- Het 16e-eeuwse Kasteel van Acoz, met een park van 28 ha
  - Steen van de Nerviërs bij het kasteel
- De neoclassicistische Sint-Martinuskerk uit 1844
- Herinneringsmonument van de voormalige Tour Octavienne.